# كيفن غلوفر
كيفن غلوفر (بالإنجليزية: Kevin Glover)‏ هو لاعب كرة قدم أمريكية أمريكي، ولد في 17 يونيو 1963 في واشنطن العاصمة في الولايات المتحدة.

## وصلات خارجية
- كيفن غلوفر على موقع مرجع كرة القدم المحترفة.كوم (الإنجليزية)